# Алек Фрейзер-Брунер
Алек Фредерік Фрейзер-Бруннер (англ. Alec Fraser-Brunner; 1906–1986) — британський іхтіолог. У різні часи він працював у Міністерстві у справах колоній, Продовольчій та сільськогосподарській організації ООН, а також куратором Акваріума Ван Клеф у Сінгапурі та акваріума в Единбурзькому зоопарку. Серед його основних робіт — Cussons Book of Tropical Fishes, опублікована за рахунок манчестерського промисловця Александра Тома Куссонса.
Алек Фрейзер-Брунер — дизайнер сінгапурського національного символу — Мерлайона. Мерлайон був розроблений у 1964 році як логотип Сінгапурської ради з туризму. Згодом він став неофіційним символом Сінгапуру.